# Hôtel Stucken
L’hôtel ou villa Stucken est un bâtiment situé à Fontainebleau, en France. Pendant la Première Guerre mondiale, il devient l’hôpital Stucken ; après la Seconde, il accueille un cercle des officiers de l’OTAN puis le musée d'Art figuratif contemporain. De nos jours, il constitue l’un des bâtiments de la partie Cercle du campus européen de l’Institut européen d'administration des affaires (INSEAD).

## Situation et accès
L’édifice est situé au no 43 de la rue Royale, à l’ouest de la ville de Fontainebleau, et plus largement au sud-ouest du département de Seine-et-Marne. Actuellement, la propriété compte trois points d’accès : rue Royale, boulevard de Constance et un autre au croisement de ceux-ci pour les bâtiments contemporains.

## Histoire

### Structures précédentes

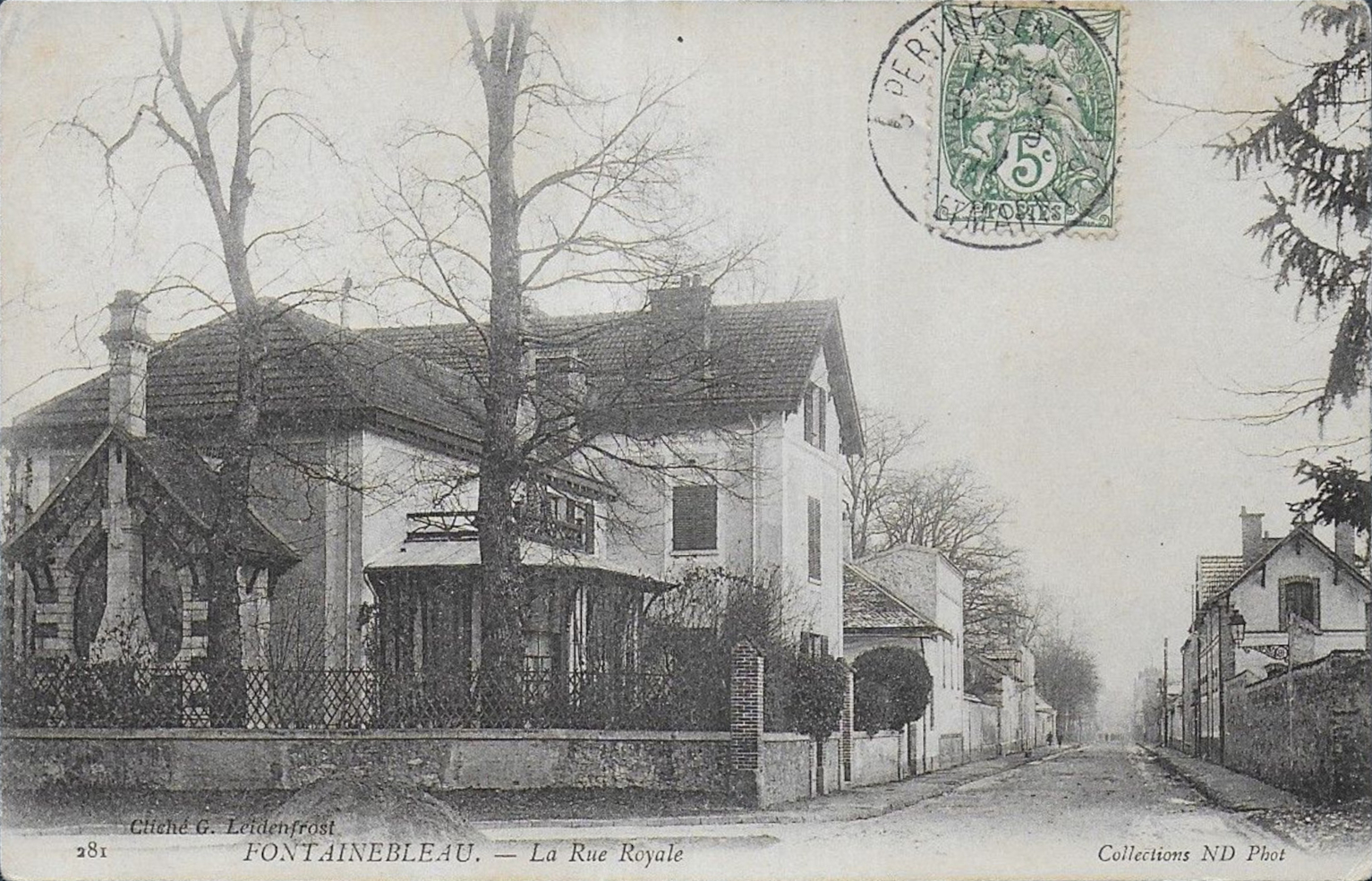
Extrémité ouest de la rue Royale, photographié vers le tournant du XXe siècle, avec les bâtiments précédant l'hôtel Stucken, sur la droite.

À cet emplacement a été autrefois implantée la briqueterie Bardin, où on cuit essentiellement de la chaux et fabrique également de la brique tendre. La partie entre le boulevard André-Maginot et le boulevard de Constance a d'ailleurs été dénommée rue des Fours jusqu'en février 1869. Au milieu des années 1870, le conseil municipal cherche un terrain pour édifier le collège de Fontainebleau et Bardin consent à vendre son terrain de 11 185 mètres carrés à raison de 4,5 francs le mètre carré, constructions et murs l'entourant compris. La Ville le rachète finalement en 1876 pour 44 740 francs. Des protestations éclatent arguant que l'emplacement est trop éloigné du centre-ville. Plusieurs années d'hésitation après, la Ville revend finalement le terrain à un dénommé Paule, ancien tailleur militaire de Napoléon III, déjà propriétaire de la maison voisine sise 39 rue Royale ; la Ville cherche un autre endroit pour le collège, qui est finalement édifié sur les terrains Vallot. Sur ces terrains Bardin, Paule construit un chalet au no 41. Le domaine est ensuite revendu à un dénommé Salomon, qui en revend lui-même une partie à Albert-Georges Stucken.

### Fondation
L’édifice est construit en 1910 selon les plans de l’architecte Georges Vaudoyer,. Il occupe alors une partie importante d’un jardin à la lisière de la forêt de Fontainebleau. L’ensemble des constructions, y compris la décoration intérieure et les honoraires de l’architecte, a entraîné une dépense de 685 000 francs.
La villa s'inscrit dans une constellation de riches propriétés dans une « ellipse autour du quartier aristocratique de la porte des Champs ». Dans le développement urbanistique de cette partie de la ville, le réseau viaire de l'Ancien Régime est conservé. L'hôtel Stucken constitue ainsi l'une des dernières constructions de l'« ère de la villagiture » à Fontainebleau.

### Inauguration
La fête d’inauguration a lieu le 8 décembre 1912, à 21 h. Le couple Stucken invite à cette soirée mondaine de nombreux invités venus de Fontainebleau, des localités environnantes, de Melun et de Paris ; la royale Royale se remplit ainsi de nombreuses automobiles. Le quotidien Excelsior fait l'écho d'une « brillante soirée ».

### Hôpital durant la Première Guerre mondiale
Au commencement de la Première Guerre mondiale, un drapeau des États-Unis est installé sur l’hôtel. Celui-ci est remplacé par celui de la Croix-Rouge puisqu’avant de partir pour l’Angleterre où ses enfants étudient, le couple Stucken met à disposition le rez-de-chaussée au service de santé en octobre 1915. On y fait installer 20 lits dont le couple prend l’entretien à ses frais ; la nourriture est également assurée par celui-ci, comme d’autres châtelains des environs qui mettent leur domaine à disposition.

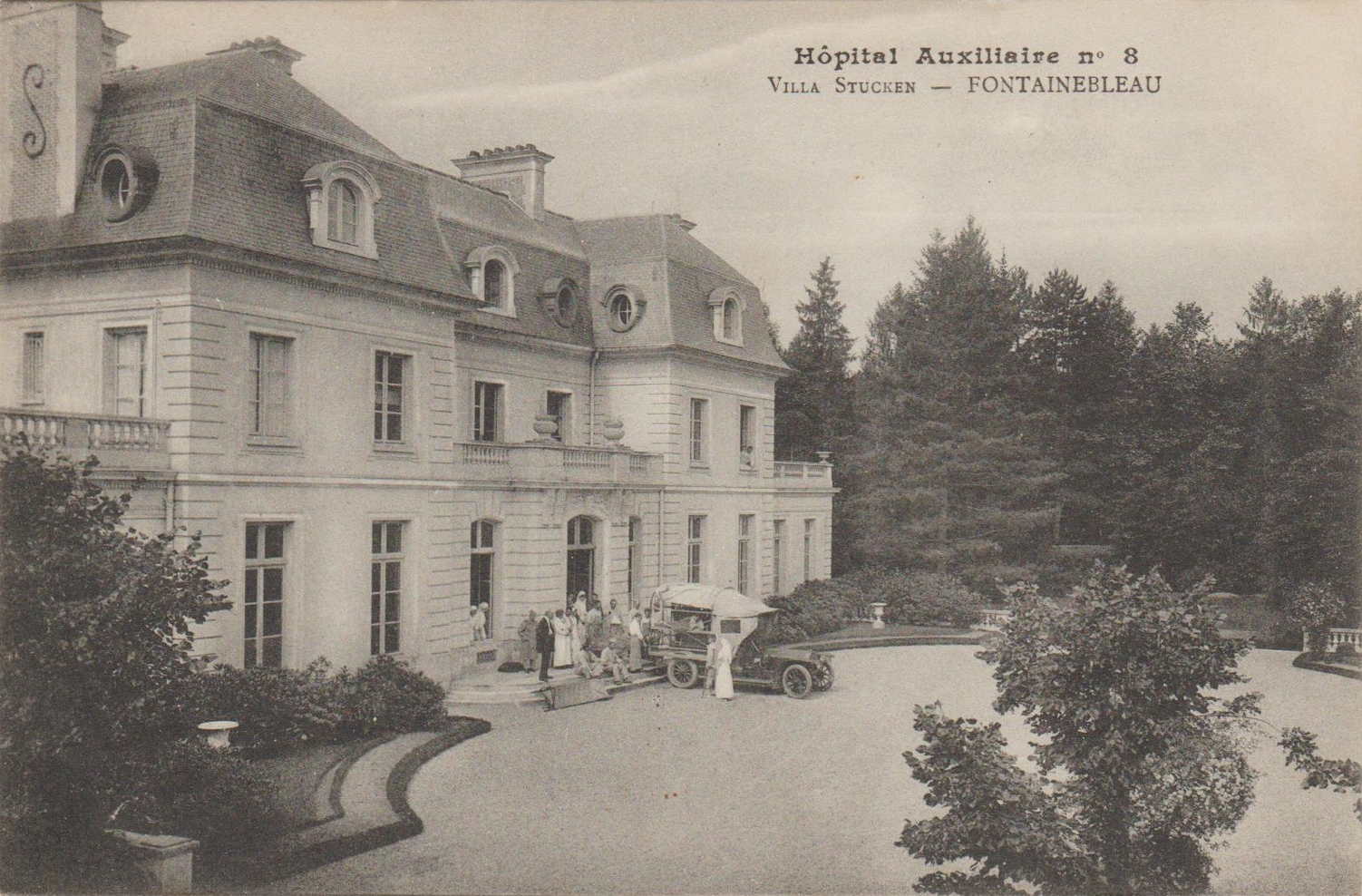
Une ambulance et du personnel stationnés sur le perron de la villa dans la cour d’Honneur durant la Première Guerre mondiale.
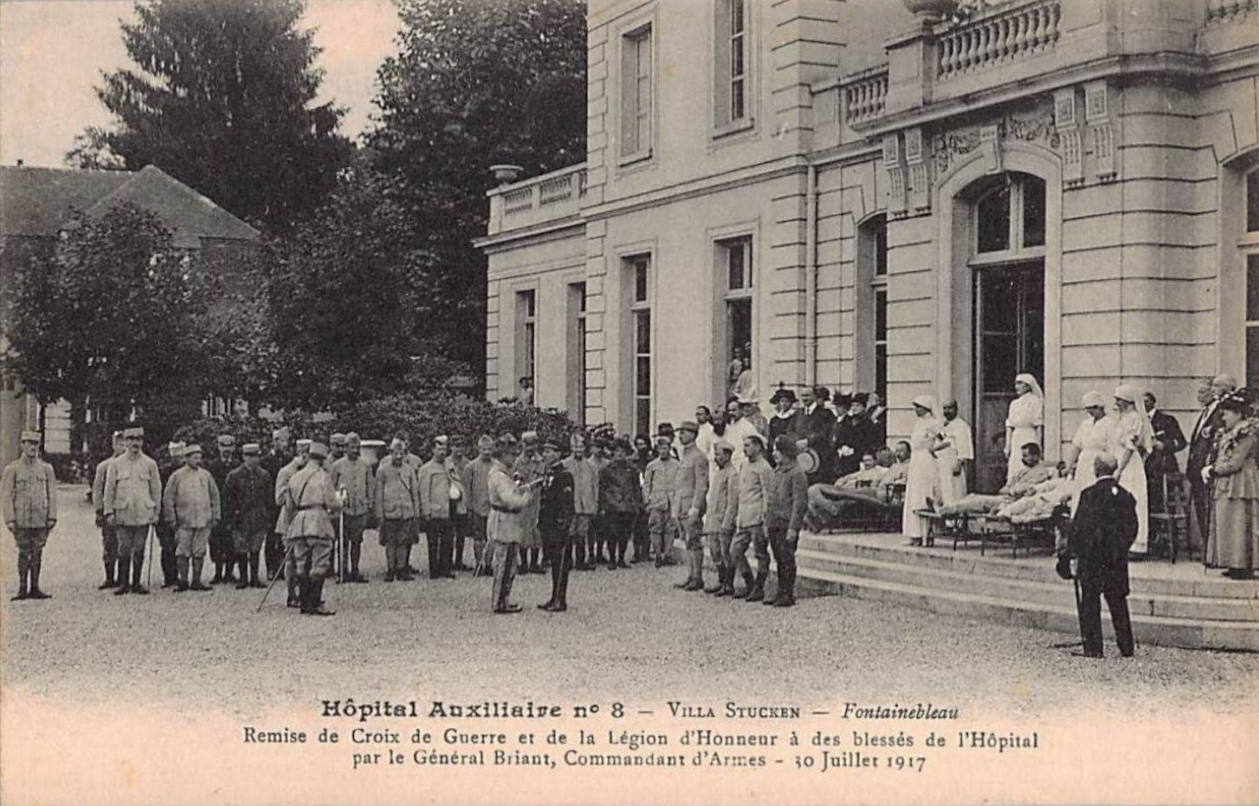
Remise de croix de guerre et de la Légion d'honneur à des blessés de l'hôpital par le général Briant, commandeur d'armes, dans la cour d'honneur, le 30 juillet 1917.

La villa devient ainsi l’annexe de l’hôpital auxiliaire de la rue Saint-Honoré (no 8), surnommée « hôpital Stucken »,. Les premiers malades sont reçus début octobre 1914. Le couple Stucken offre en plus une large subvention à la Société de secours aux blessés (Croix-Rouge de Fontainebleau). Parmi les blessés qui y sont reçus, on retrouve notamment l’historien capitaine Augustin Cochin. Durant la guerre, la villa est par ailleurs habitée par la reine des Belges, Élisabeth en Bavière, et ses enfants, son pays étant alors occupé,.
Hôpital fermé à la fin de la guerre, comme les autres hôpitaux auxiliaires de la Croix-Rouge, la villa reste inoccupée. Des cambrioleurs en profitent, le soir du 7 février 1919, pour s’y infiltrer par le muret du boulevard. Mais alors qu’ils commencent à voler des pièces d’ameublement, le jardinier, démobilisé et rentré depuis trois jours les menace entraînant leur fuite.

### Rachat par la Préparation industrielle des combustibles

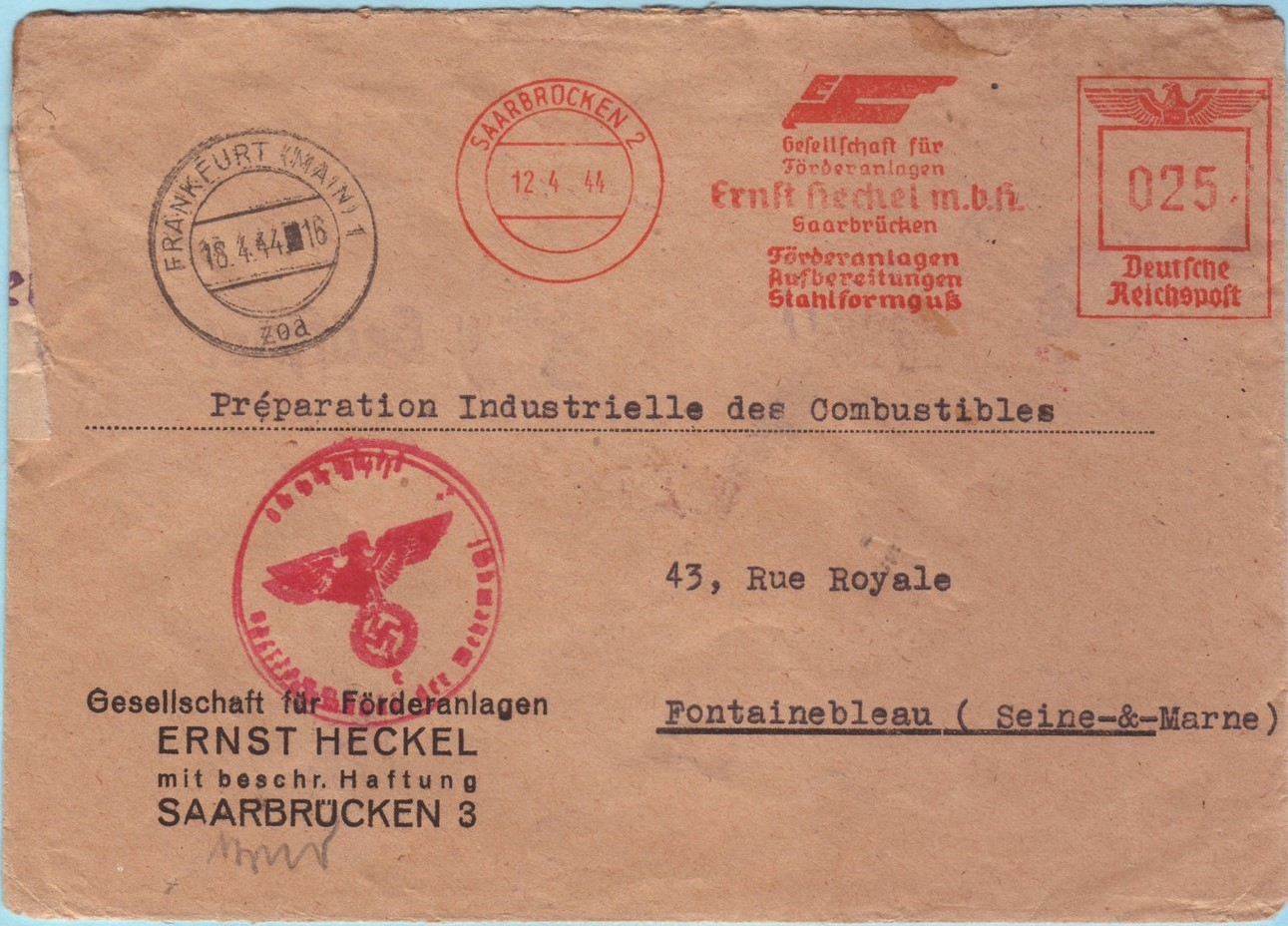
Lettre adressée à la Préparation industrielle des combustibles au 43 rue Royale, en avril 1944.

En début d’année 1937, la société Préparation industrielle des combustibles, siégeant à Paris, acquiert la propriété par l’agence Jeannin en vue d’y placer ses bureaux administratifs. Cela fait venir dans la ville un personnel composé de 70 personnes, dont quarante à cinquante familles,. En septembre 1940, la société se replie de Fontainebleau à Alès (en zone libre), au no 1 de la rue Baronnie.

### Cercle des officiers de l’OTAN
Quand l’OTAN établit des quartiers européens dans les années 1950 à Fontainebleau, l’hôtel particulier abrite alors un cercle des officiers.

### Musée d’Art figuratif contemporain
À la fin du XXe siècle, les locaux accueillent un temps le musée d’Art figuratif contemporain où sont exposés des travaux d’artistes se dressant contre l’art abstrait ,.

### Rachat par l’INSEAD

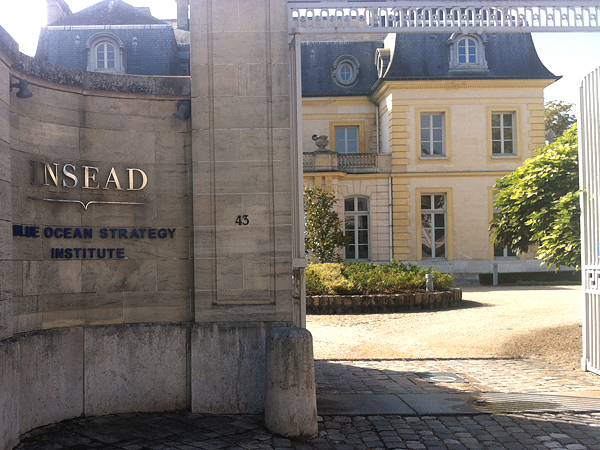
Enseigne de l’INSEAD à l’entrée, en septembre 2012.

Dans les années 1990, le bâtiment, depuis appelé Cercle international, est mis en vente par la Ville à 13 millions de francs. L’Institut européen d'administration des affaires (implanté de l’autre côté du boulevard Constance) vise de son côté l’extension de son campus et développe ainsi une politique d’acquisition foncière vers la fin des années 1990. Il rachète le Cercle international à la Ville en juillet 1999 pour 12 millions de francs. Sur cette parcelle, l’école construit un nouveau bâtiment.

## Éléments biographiques des propriétaires
Albert-Georges Stucken est un riche citoyen américain,. Voyageant assez souvent, il a toutefois une prédilection pour la France ; il établit sa résidence principale à Paris, bien qu’il n’y passe que peu de temps, et reste plutôt dans sa demeure de la rue Royale à Fontainebleau jusqu’à la fin de l’automne. Sa femme, d’origine russe, et lui sont assez connus dans cette ville, notamment pour leurs participations à des œuvres caritatives,. Stucken se déplace également chaque année en Russie pour plusieurs mois, y trouvant des intérêts industriels, notamment à Kountsevo, près de Moscou, qui est le centre de principaux établissements manufacturiers du pays.
À partir des années 1920, on le retrouve résider dans la villa Franklin, à Arcachon. Son épouse décède le 10 janvier 1931, dans cette ville ; lui le 20 mars 1940, dans la même. Dans un article paru le 30 décembre 1908 dans le journal La Justice pour lui offrir un « hommage sincère » et un « témoignage d’estime », on le décrit comme étant une personne modeste et cultivée, avec « une stature qui indique un tempérament robuste » et d’une « physionomie expressive ».

## Structure

### Extérieur

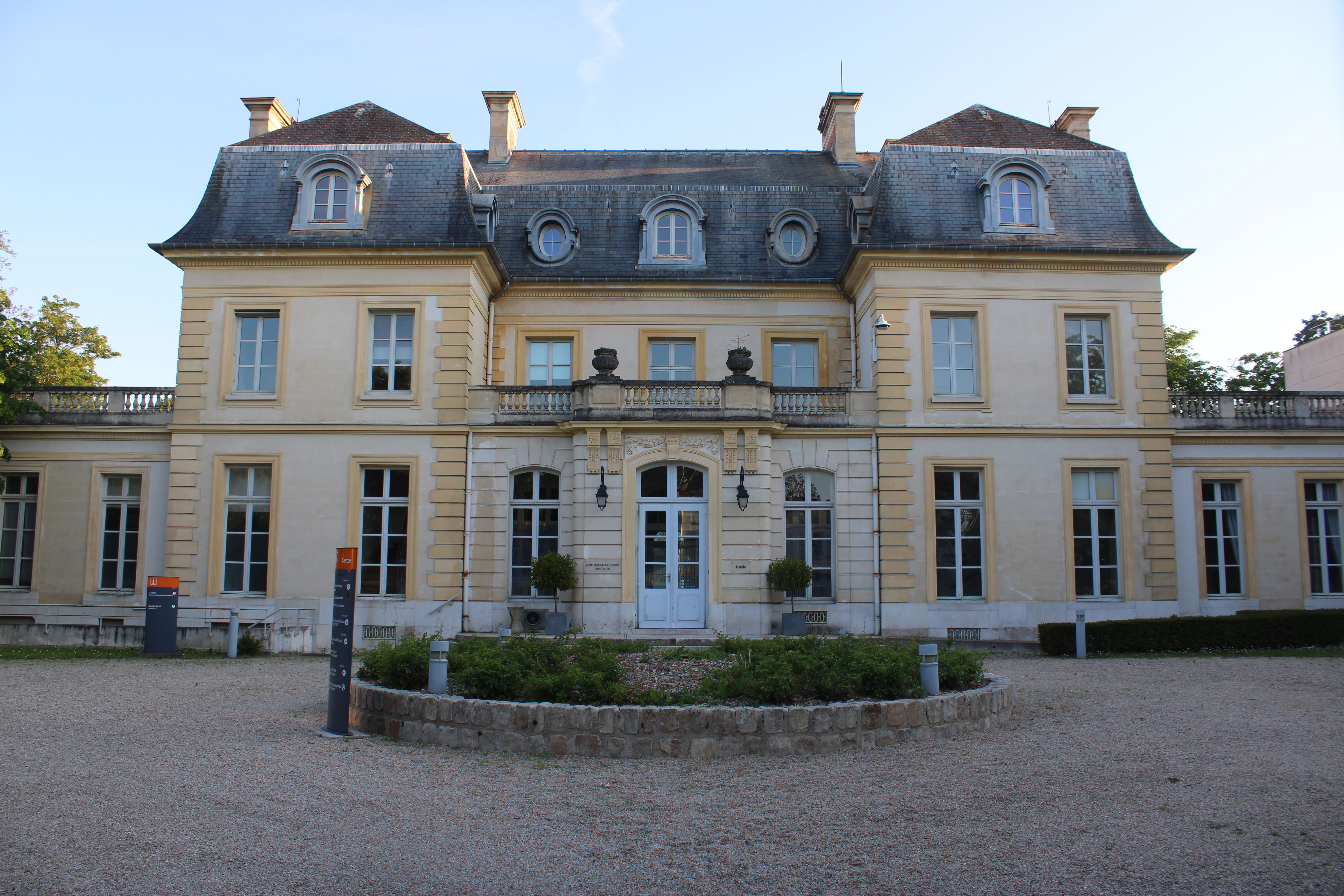
Cour d’Honneur.
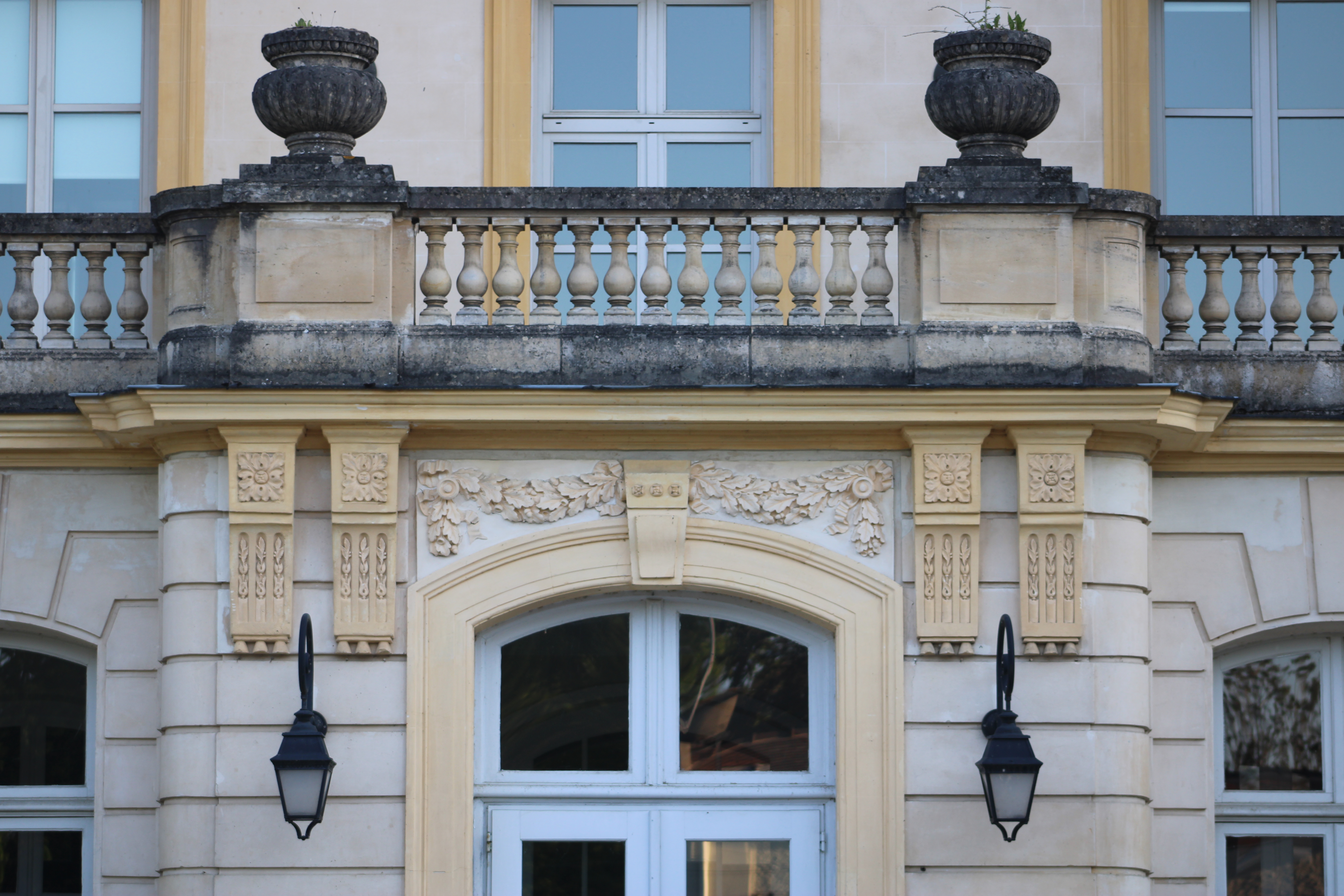
Détails architecturaux et balcons depuis la cour d’Honneur.
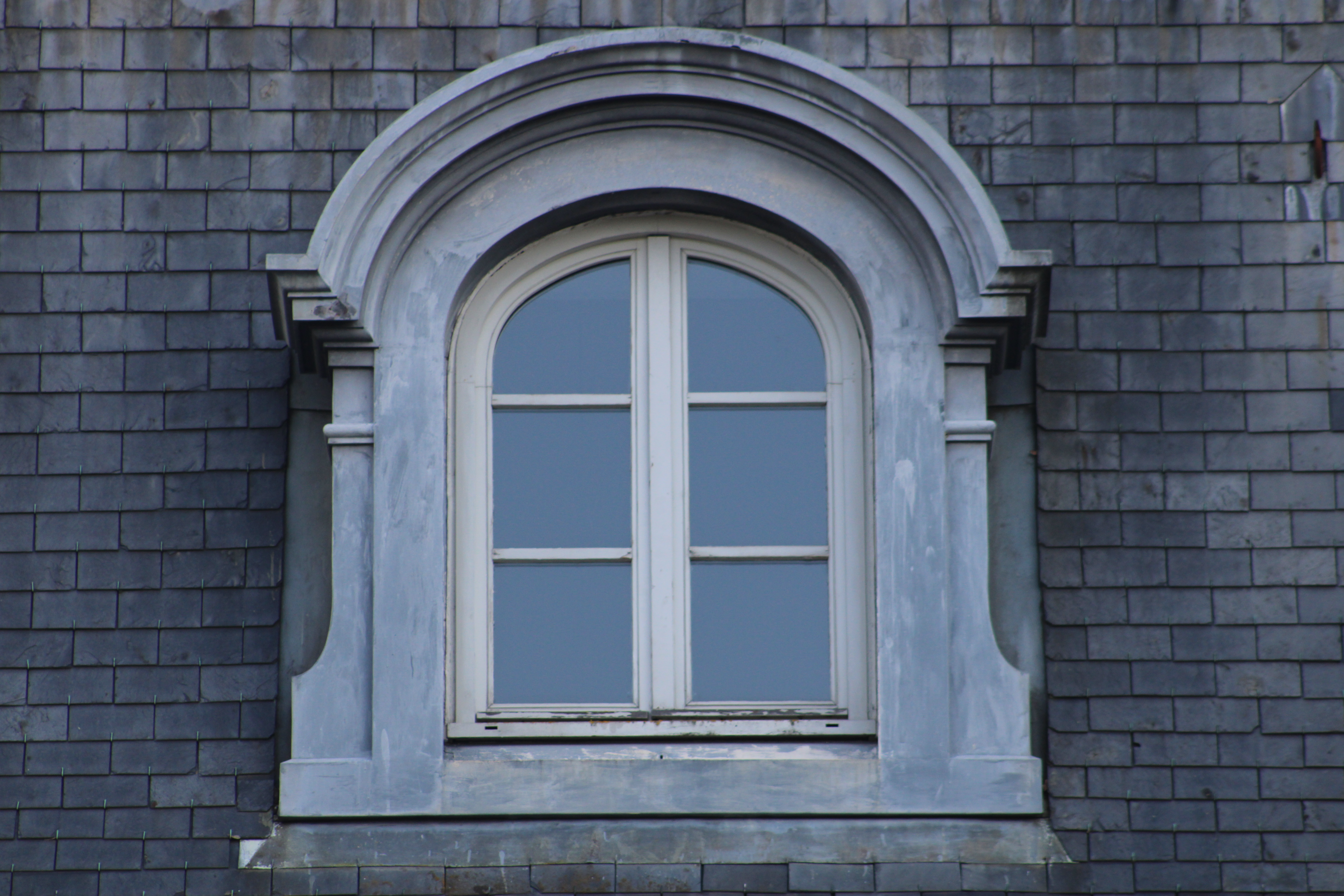
Fenêtre centrale du deuxième étage depuis la cour d’Honneur.